# Fen (Einheit)
Fen (chinesisch 分, Pinyin fēn), im Japanischen als bun (jap. 分, kana ぶん) bzw. im Koreanischen als pun (kor.푼, Hanja 分) ausgesprochen, früher im Englischen als hoon und im Deutschen als Huhn geschrieben, ist ein chinesisches Längen- und Gewichtsmaß. In Kanton war es ein Gold- und Silbergewicht bzw. wurde in dieser Nutzung allgemein auch als Candarin (engl. candareen) bezeichnet.

## Gewicht
- 1 Fen/Huhn/Hoon/Fivan = 0,375832 Gramm
- 1 Tehl/Tael = 100 Fèn/Huhn = 37,5832 Gramm[1] (Das Tael war gleichzeitig die Bezeichnung für eine nicht mehr gebräuchliche chinesische Währungseinheit.)

## Länge
- 1 Fen/Huhn = 0,32 Zentimeter[2] (0,365 Zentimeter[3])
- 10 Fen = 1 Taluche
- 100 Fen = 1 Tschioh

Die Maßkette war
- 1 Töng/Tong = 2 Gotschioh/Peuntöng = 10 Tschioh = 100 Taluche/Tschuhe = 1000 Fèn/Huhn = 3,65753 Meter